# دارين كرومبتون
دارين كرومبتون (بالإنجليزية: Darren Crompton)‏ هو لاعب اتحاد الرغبي بريطاني، ولد في 12 سبتمبر 1972 في إكزتر في المملكة المتحدة.

## وصلات خارجية
- دارين كرومبتون عل موقع إسبنسكروم (الإنجليزية)
- دارين كرومبتون على موقع ItsRugby.co.uk (الإنجليزية)